# Aplikovaná behaviorální analýza
Aplikovaná behaviorální analýza (zkráceně ABA) je věda, která se zabývá poznáváním a zlepšováním lidského chování. Podobně se ovšem definují i jiné obory. Čím se od nich aplikovaná behaviorální analýza liší? Rozdíl spočívá v zaměření, cílech a metodách ABA. Behaviorální analytici se zaměřují na exaktně definované sociálně významné chování; zasahují do tohoto chování tak, aby ho zlepšili, přičemž hodnověrně dokládají souvislost mezi svými intervencemi a žádoucími změnami chování; a používají metody vědeckého zkoumání – exaktní popis, kvantifikaci a provádění kontrolovaných experimentů. Stručně řečeno je aplikovaná behaviorální analýza vědní obor, jenž zjišťuje, které proměnné prostředí ovlivňují sociálně významné chování, a na základě těchto zjištění vypracovává strategie, s jejichž pomocí lze dané chování změnit.

## Definice a základní znaky
"Aplikovaná behaviorální analýza je věda, která systematicky používá postupy odvozené z obecných principů chování ke zlepšování sociálně významného chování a pomocí experimentů identifikuje proměnné zodpovědné za jeho změnu."
Tato definice v sobě zahrnuje šest klíčových složek. Za prvé jsou základem aplikované behaviorální analýzy přístupy a metody vědeckého zkoumání. Za druhé jsou veškeré postupy modifikace chování popisovány a zaváděny systematickým, metodickým způsobem. Za třetí, ne každá metoda změny chování spadá do aplikované behaviorální analýzy: její součástí jsou pouze postupy vycházející ze základních behaviorálních principů. Za čtvrté se aplikovaná behaviorální analýza zaměřuje na sociálně významné chování. Pátá a šestá část definice specifikuje dvojí cíl ABA: zlepšování a poznávání. Aplikovaná behaviorální analýza usiluje o smysluplné zlepšování sociálně významného chování a o poznávání faktorů, které jsou za tyto změny k lepšímu zodpovědné.
Metody aplikované behaviorální analýzy mají pozitivní výsledky v oblasti učení nových dovedností, rozvoje komunikačních a sociálních dovedností, zlepšení kognitivních schopností, rozvoj herních aktivit atd. Behaviorální strategie jsou rovněž efektivní při eliminaci maladaptivního chování a rozvoji funkčního chování.

## Stručné dějiny behaviorální analýzy
Behaviorální analýzu vymezují tři odvětví – behaviorismus (filozofický základ vědy o chování), experimentální analýza chování (zaměřená na základní výzkum; EAB, experimental analysis of behavior), aplikovaná behaviorální analýza (cílem je vypracovávat strategie sloužící ke zlepšování chování). Aplikovanou behaviorální analýzu lze plně pochopit pouze v kontextu filozofie a základních výzkumných tradic a poznatků, z nichž se vyvinula a s nimiž zůstává dodnes spjata.
Na počátku 20. století se psychologie zabývala především duševními procesy, vědomím a zkoumáním vlastních myšlenek (introspekce). V roce 1913 John Watson definoval namísto vnitřních mentálních stavů jako předmět psychologie pozorovatelné chování, čímž poukázal na nový směr a svým trváním na důležitosti zkoumání vztahu mezi chováním a prostředím ovlivnil své následovníky.
Mezi ně patří B. F. Skinner, který na základě experimentálního výzkumu v 30. letech vymezil pojmy respondentního a operantního chování. Respondentní chování je založeno na reflexech, je vyvoláno podnětem, který mu předchází a není ovlivněno vůlí. Naopak operantní chování je ovlivňováno stimuly, které následují po daném chování, což má vliv na frekvenci tohoto chování v budoucnu.
Na základě těchto výzkumů vzniká nová disciplína – Experimentální behaviorální analýza. Zjednodušeně můžeme na základě těchto informací říct, že chování, na které získáváme z prostředí pozitivní odezvu, je pro nás posilující, se v budoucnu bude vyskytovat častěji. Naopak chování, které nefunguje a nemá pro nás žádný přínos, se objevuje stále méně a postupně vyhasíná. Tento objev a rozvoj ukazuje na nový poznatek, a to, že díky operantnímu podmiňování můžeme skrze postupné odměňování cíleného chování rozvinout nové formy chování, které původně jedinec ve svém repertoáru neměl. Právě tato metoda je funkčním a pozitivním přínosem pro oblast vzdělávání.
Na univerzitní půdě započala výuka ABA na přelomu 60. a 70. let 20. století, díky tomuto kroku rozvoj oboru významně expandoval. Od roku 2017 je možné studovat aplikovanou behaviorální analýzu také na Pedagogické fakultě Masarykovy univerzity v Brně, což je významný krok edukaci behaviorálních analytiků v České republice.

## Čtyři vzájemně propojené oblasti behaviorální analýzy jako vědy a z ní vycházejících postupů používaných v praxi
Behaviorální analýzu, prakticky využívanou při řešení problémů lidského chování, tvoří čtyři vzájemně provázané oblasti: tři vědecká odvětví behaviorální analýzy – behaviorismus, EAB a ABA – a praktické uplatňování jejich poznatků v různých sférách působnosti. Třebaže práce většiny behaviorálních analytiků primárně zasahuje do jedné či dvou těchto oblastí, je běžné, že se analytik pohybuje i v několika výše uvedených doménách zároveň.

## Určující znaky aplikované behaviorální analýzy – 7 dimenzí
Podle Baera, Wolfa a Risleyho (1968) by měla být aplikovaná behaviorální analýza aplikovaná, behaviorální, analytická, metodická, koncepčně jednotná, účinná a schopná činit náležitě zobecňující závěry. V roce 1987 Baer a kol. konstatovali, že „sedm zásad pro provádění behaviorální analýzy“, které navrhli před dvaceti lety, „zůstává v platnosti; i dnes odpovídají požadavkům činnosti obvykle nazývané aplikovaná behaviorální analýza“.
- Aplikovaná

Termín aplikovaná v názvu aplikované behaviorální analýzy poukazuje na to, že posláním ABA je ovlivňovat chování lidí tak, aby se jejich život měnil k lepšímu. Má-li být toto kritérium splněno, musí se výzkumník nebo praktik zaměřit na chování, které je pro dotyčné osoby sociálně významné: váže se k jejich sociálním interakcím, vyjadřovacím dovednostem, vzdělávání, profesi, schopnosti se o sebe starat a vykonávat každodenní činnosti, způsobu, jak odpočívají a jak tráví volný čas apod. To nám umožňuje kladně působit na osoby samotné a/nebo dosáhnout u lidí, kteří hrají v jejich životě důležitou roli (rodičů, učitelů, vrstevníků, zaměstnavatelů), takového účinku, že se k nim chovají vstřícněji.
- Behaviorální

Za prvé nezkoumáme každé chování; k analýze musíme vybrat to chování, které je třeba zlepšit. Behaviorální analytici provádějí studie chování, nikoli studie o chování. Například ve studii hodnotící dopad nějakého programu, jehož cílem je naučit děti ve škole, aby spolu dobře vycházely, bude úkolem behaviorálního analytika přímo pozorovat a měřit jasně definované typy interakcí mezi dětmi, nikoli používat nepřímá měřítka, jako jsou výsledky v sociogramu nebo odpovědi dětí v dotazníku, který zjišťuje, co si o svých vztazích s druhými myslí. Za druhé musí být chování měřitelné; přesné a spolehlivé měření chování je pro aplikovaný výzkum právě tak podstatné jako pro výzkum základní. A za třetí, když při výzkumu pozorujeme změny chování, musíme se ptát, čí chování se změnilo. Je možné, že se změnilo jen chování pozorovatelů. Behaviorální analytik by se měl snažit sledovat chování všech osob, které jsou do studie zahrnuty.
- Analytická

Aplikovaná behaviorální analýza je analytická tehdy, pokud experimentátor je schopen určovat, zda se dané chování vyskytne, či nevyskytne. Ne vždy je však možné s důležitým chováním opakovaně manipulovat, tak jak to vyžaduje behaviorální experiment. Proto musí behaviorální analytikové svou schopnost kontrolovat příslušné proměnné v co nejvyšší možné míře – jak jim to jen dovolují omezení daná prostředím a konkrétním chováním – prokázat a výsledky pak předložit k posouzení ve studii. Skutečnost, že je ABA empirická, intervenční disciplína, nám dává mimořádnou možnost prokazovat, že chování funguje tak, jak jsme při návrhu behaviorální strategie předpokládali. Nespekulujeme o tom, jak by chování mohlo fungovat; systematicky popisujeme, jak mnohokrát fungovalo při experimentech, provedených v reálném prostředí.
- Metodická

ABA je metodická (technological), jestliže jsou všechny její pracovní postupy identifikovány a popsány natolik podrobně a jasně, že má každý čtenář stejnou šanci dosáhnout při jejich aplikaci týchž výsledků. Člověk se například dočte, že záchvaty vzteku u dětí se často řeší tím, že dítě zavřeme do jeho pokoje na dobu, dokud se vzteká, a dalších deset minut navíc. Pokud popis tohoto postupu neobsahuje rovněž informaci, co udělat v případě, že se dítě snaží dostat z pokoje ven, vykopne okno, začne křičet apod., nejde o přesný metodický popis. Vytváření opakovatelné strategie behaviorální modifikace je určujícím znakem a stálým cílem ABA už od jejích počátků. Behaviorální postupy jsou opakovatelné a mohou se je naučit i ostatní. Intervence, které nelze opakovat dostatečně věrně, tak aby vedly ke srovnatelným výsledkům, se nepovažují za součást intervenční strategie.
- Koncepčně jednotná

Existuje sice nespočet metod a konkrétních postupů, které lze k modifikaci chování použít, téměř všechny však vznikly na základě malého počtu základních behaviorálních principů. Postupy modifikace chování a interpretace jejich účinnosti by se měly popisovat ve vztahu k principům, z nichž vycházejí. Vycházejí-li konkrétní postupy ze základních principů operantního chování, umožňuje to dalším analytikům, aby si z těchto principů odvodili jiné, podobné postupy. Za druhé je jednotná koncepce potřebná, pokud má být aplikovaný vědní obor integrální disciplínou, nikoli jen jakýmsi „souborem triků“. Takový volně sestavený soubor lze jen těžko soustavně rozšiřovat a je obtížné se ho naučit nebo ho ve větší míře učit další.
- Účinná

Účinné použití behaviorálních metod musí zlepšit zkoumané chování do takové míry, aby se tato změna reálně projevila. Hlavním kritériem je praktický význam, konkrétně schopnost měnit chování natolik, aby to mělo sociální dopad. Zatímco některé výzkumy dospívají k závěrům důležitým z teoretického hlediska nebo ke statisticky významným výsledkům, studie aplikované behaviorální analýzy, má-li být hodnocena jako účinná, musí vést ke změnám chování, které dosahují klinické nebo sociální významnosti. Nakolik je zapotřebí změnit určité chování konkrétního jedince, aby se toto zlepšení dalo považovat za sociálně významné, je otázka praktické povahy.
- Umožňující zobecnění výsledků (generalizovaná)

Jestliže změna chování přetrvá, projevuje se i v jiných prostředích než v tom, v němž byla původně zavedena a zasáhne rovněž projevy chování, na které nebyla behaviorální intervence přímo zaměřena, pak je taková změna zobecněná (generalizovaná). Za zobecněnou považujeme změnu chování, která trvá i poté, co přestanou být používány počáteční intervence.

## Některé další znaky ABA
Aplikovaná behaviorální analýza nabízí společnosti přístup k řešení problémů, který je zodpovědný, široce přístupný, uskutečnitelný, dodávající sebedůvěru a optimistický. Tyto roviny ABA, i když nepatří k jejím určujícím znakům, by měly napomáhat tomu, aby osoby s rozhodovacími pravomocemi a uživatelé ABA stále více chápali přínos behaviorální analýzy ke zlepšování chování v mnoha různých oblastech našeho života.
- Zodpovědná

Důraz, který kladou behaviorální analytikové na účinnost ABA, její zaměření na zjistitelné proměnné prostředí, jež chování reálně ovlivňují, a skutečnost, že odhalují změny v chování pomocí přímého a často opakovaného měření, to vše s sebou nevyhnutelně nese sociální zodpovědnost (z angl. accountable). Aplikovaná behaviorální analýza je vědecký přístup k chápání chování, založený na kritickém testování předpokladů namísto vytváření stále nových domněnek. Je to způsob řešení problémů, v němž se učíme ze svých chyb. Nepravdy a inertní znalosti zde nemají místo.
- Široce přístupná

"Není postavena na žádných krátkodechých, mystických nebo metafyzických teoriích; nepoužívá žádné neobjasněné intervence; není s ní spojena žádná magie." Její transparentní, široce přístupný charakter by měl zvyšovat využitelnost ABA v takových oblastech, jako je výchova, rodičovství a péče o dítě, produktivita zaměstnanců, geriatrie, zdraví a bezpečnost nebo sociální práce – abychom jmenovali alespoň některé, jejichž rozvoj je v zájmu společnosti jako celku.
- Uskutečnitelná

Učitelé, rodiče, trenéři, vedoucí pracovníci a někdy i samotní klienti zavedli intervence, jejichž účinnost byla zjištěna v řadě studií ABA. Z toho je patrný praktický rozměr ABA (z angl.. doable).
- Dodávající sebedůvěru

ABA poskytuje praktikům fungující nástroje ke zlepšování chování. Tyto nástroje, spolu se znalostí toho, jak je používat, dodávají behaviorálním analytikům sebedůvěru (z angl. empowering). Pohled na údaje, které ukazují, jak se zlepšilo chování jejich klientů, žáků, členů týmu nebo jich samotných, jim dává nejen dobrý pocit, ale také zvyšuje jejich důvěru v to, že dokážou v budoucnu zvládnout i obtížnější úkoly.
- Optimistická

Praktikové, kteří jsou s behaviorální analýzou důvěrně obeznámeni, mohou být ohledně jejích možností oprávněně optimističtí (z angl. optimistic) ze čtyř důvodů. Za prvé, jak uvádějí Strain a Joseph (2004): Behaviorální pohled, který klade důraz na vliv prostředí, je už ze své podstaty optimistický; jeho základem je přesvědčení, že všichni lidé (s výjimkou těch, u nichž silně působí genetické faktory) mají zhruba stejný potenciál. Podle behavioristů nejsou jedincům předem dány nějaké vnitřní předpoklady, ale jejich nedostatečné schopnosti vyplývají z toho, jak bylo předtím jejich chování utvářeno prostředím a zkušenostmi. Za druhé, přímé a stále opakované měření behaviorálním analytikům umožňuje, aby zachytili i malé zlepšení dovednosti, které by bylo jinak snadno přehlédnuto. Za třetí, čím častěji je použití postupů modifikace chování korunováno úspěchem, tím většího optimismu nabývá analytik do budoucna. Za čtvrté uvádí odborná literatura o ABA mnoho případů, kdy se dařilo učit osoby, u nichž se to nepokládalo za možné. Ze zaznamenaných úspěchů, jichž se zatím podařilo dosáhnout, můžeme oprávněně čerpat naději, že v budoucnu dokáže ABA měnit i chování, které nám současné metody modifikovat nedovolují.